# Guettarda spruceana
Guettarda spruceana är en måreväxtart som beskrevs av Johannes Müller Argoviensis. Guettarda spruceana ingår i släktet Guettarda och familjen måreväxter. Inga underarter finns listade i Catalogue of Life.